# Джон Гаттон
Джон Меттью Патрік Гаттон (англ. John Matthew Patrick Hutton; нар. 6 травня 1955, Лондон) — британський політик-лейборист.

## Біографія
Народився у Лондоні, у віці 8 років батьки переїхали у Весткліфф-он-Сі в Ессексі. Закінчив Оксфордський університет, у 1978 році отримав ступінь бакалавра цивільного права (BCL). Викладав в Нортумбрійському університеті, з кінця 80-х брав участь у парламентських виборах і виборах до Європарламенту від Лейбористської партії, але вперше пройшов до Палати громад у 1992 році. Довгий час залишався на других ролях, займаючи посади у Департаменті охорони здоров'я. У 2001 році був введений до Таємної ради Великої Британії. У 2005 році став міністром у справах праці та пенсійного забезпечення. У 2006 році Гаттон був противником обрання Ґордона Брауна на пост голови Лейбористської партії і в інтерв'ю BBC навіть охарактеризував можливе прем'єрство Брауна як «fucking disaster». У 2007 році отримав портфель міністра у справах бізнесу, підприємництва та регулювання, а у 2008 році був призначений міністром оборони. 5 червня 2009 разом з низкою інших міністрів пішов у відставку. В даний час є головою ради Королівського об'єднаного інституту оборонних досліджень.
Гаттон також є автором випущеної у 2008 році книги «Kitchener's Men», присвяченої повсякденному житті британських солдатів з округу Barrow and Furness у Першу світову війну, від якого Гаттон обирався до Палати громад.